# Jacob Dahl

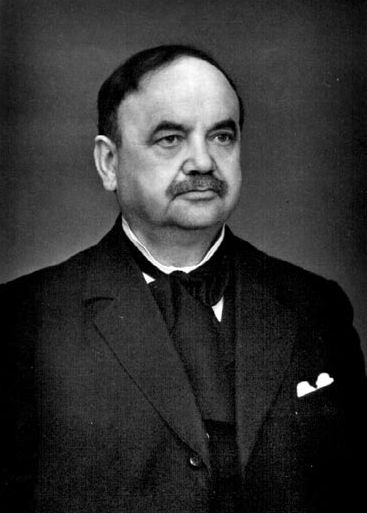
Jákup Dahl

Jakob Dahl (* 5. Juni 1878 in Vágur, Färöer; † 5. Juni 1944 in Tórshavn; im heutigen Färöisch Jákup Dahl) war ein färöischer Propst und Bibelübersetzer. Zusammen mit seinem Freund und Kollegen Andrias Evensen zählte er zu den Vorkämpfern der färöischen Sprache in Schule und Kirche.

## Junger Nationalist
Jákup wurde 1878 in Vágur auf Suðuroy als Sohn des Kaufmanns Peter Hans Dahl und dessen Frau Elisabeth Súsanna, geb. Vilhelm, geboren.
Bereits von frühester Jugend an war Jákup Dahl von den neuen nationalistischen Strömungen gefesselt. Er war Klassenkamerad von Janus Djurhuus an der Realschule in Tórshavn. Jener beschrieb Dahls Vortrag der nationalistischen Kampfhymne Nú er tann stundin komin til handa von Jóannes Patursson als seine linguistische Taufe. Als Politiker in Paturssons Partei Sjálvstýrisflokkurin (Separatisten) machte Jacob Dahl während des färöischen Sprachstreits von sich Reden, als er sich als Realschullehrer in Tórshavn 1909 weigerte, weiter in dänischer Sprache zu unterrichten. Diese Angelegenheit ging damals bis vor das Kopenhagener Bildungsministerium. Einer seiner damaligen Schüler war William Heinesen, der noch von einer anderen Zeit berichtet, wo Dahl die Schüler zur dänischen Sprache zwang. 1912 verließ er den Schuldienst.

## Theologe

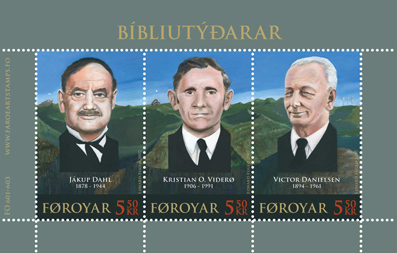
Die drei färöischen Bibelübersetzer: Jákup Dahl, Kristian Osvald Viderø und Victor Danielsen. Färöische Briefmarken von 2007.

Im gleichen Jahr wurde Dahl Pfarrer der Gemeinde von Südstreymoy. 1918 wurde er zum Propst der Färöer ernannt und hatte dieses Amt bis zu seinem Tode 1944 inne.
Wie so viele andere Pfarrer, u. a. sein Freund aus der Studienzeit und Vorgänger im Propstamt, Andrias Christian Evensen (1874–1917), wünschte Dahl eine Übersetzung der Kirchensprache in das Färöische. 1918–1919 hatte er die Rituale übersetzt, aber aufgrund von politischen Streitigkeiten über diese wurden sie nicht vor 1929 gedruckt und 1930 autorisiert.
Aus dem Alten Testament hatte Dahl bereits 1921 das Buch der Psalmen übersetzt. Er begann daraufhin, das Neue Testament aus dem Griechischen zu übertragen, und die einzelnen Teile erschienen in kleinen Heften von ca. 1923 bis 1936. 1937 erschien dann eine gesammelte Version des Neuen Testaments – fast zeitgleich mit der Ausgabe von Victor Danielsen, der unabhängig arbeitete.
Er übersetzte danach das Alte Testament, konnte es aber nicht bis zu seinem Tode 1944 vollenden. Diese Aufgabe übernahm dann Kristian Osvald Viderø, sodass die dänische Volkskirche (die stets alle Übersetzungen von Dahl sofort autorisierte) 1961 endlich eine Bibelübersetzung in färöischer Sprache vorlegen konnte. Es gab schon 1949 eine komplette Bibelübersetzung von Victor Danielsen, der sich aber auf moderne europäische Ausgaben stützte und nicht, wie Dahl, auf die Originaltexte.
Neben der Bibelübersetzung lieferte Dahl auch eine Übertragung des Katechismus (1922), die Bibelgeschichte von Carl Frederik Balslev (1924) und die Zusammenstellung einer färöischen Predigtensammlung für Laiengottestdienste in entlegenen Dörfern. Nicht zuletzt übersetzte Jákup Dahl dutzende Kirchenlieder (z. B. von Martin Luther) in seine Muttersprache.

## Linguist
Bereits 1908 debütierte Dahl als Linguist und schrieb eine färöische Grammatik für Schüler Føroysk mállæra til skúlabrúks, die bis zu unserer Zeit Anwendung gefunden hat. Der britische Soldat Paul W. Harvey übersetzte es während der Besetzung der Färöer im Zweiten Weltkrieg ins Englische und wurde dabei von Jákup av Skarði unterstützt. Das Buch konnte aber nicht erscheinen, und so wurde W. B. Lockwood gebeten, die erste färöische Grammatik auf Englisch An Introduction to Modern Faroese zu vollenden, die aber ganz neu konzipiert wurde und sich nur auf die moderne Sprache konzentrierte, während Dahl sich auch um ältere Sprachstufen bemühte.
Neben seinen kirchlichen und sprachlichen Werken hinterließ Jákup Dahl auch eine Menge weltlicher Gedichte und Prosa.
Zu Jákup Dahls Söhnen zählen der färöische Historiker und Archäologe Sverri Dahl (1910–1987) sowie der bedeutende färöische Dichter und Komponist Regin Dahl (1918–2007).
Siehe auch: Färöische Volkskirche

## Werkverzeichnis
- 1908: Føroysk mállæra til skúlabrúks. Tórshavn. („Färöische Sprachlehre für den Schulgebrauch“)
- 1913: Jólasálmar og morgun- og kvøldsálmar (zusammengetragen von Jákup Dahl und Símun av Skarði). Tórshavn: Fram – 30 S. (Weihnachtslieder und Morgen- und Abendlieder)
- 1928: Glottar. Tórshavn: H. N. Jacobsens Bókahandil – 96 S.
- 1935: Ávegis. Tórshavn: H. N. Jacobsens Bókahandil- 156 S.
- 1948: Sólin og sóljan. Eigenverlag Regin Dahl. - 79 S.
- 1948: Meðan hildið verður heilagt. Ein lestrarbók. Tórshavn: Føroyskt kirkjumál – 485 S. (Andachtsbuch, Predigtensammlung)
- 1970: Í jólahalguni. Sólarris. Tórshavn: Heimamissiónsforlagið – 149 S.
- Bíblia: Halgabók. Gamla testamenti og Nýggja. (Aus dem Original übersetzt von Dahl und Viderø). 1. neugesetzte Ausgabe, 1. Auflage. Kopenhagen: Det Danske Bibelselskab, 2000–1211 S.